# Saison 1996-1997 de l'Olympique lyonnais
Maillots
Chronologie
Saison précédente Saison suivante
La saison 1996-1997 de l'Olympique lyonnais est la quarante-septième de l'histoire du club.

## Résumé de la saison
Au cours de la saison, le club change à trois reprises d'entraîneur.

## Effectif professionnel
Gardiens :
- Pascal Olmeta :  France (il sera licencié pendant la trêve hivernale)
- Grégory Coupet :  France (arrivé au club le 27 décembre 1996)
- Christophe Breton :  France

 Défenseurs :
- Florent Laville :  France
- Ghislain Anselmini :  France
- Jean-Luc Sassus :  France (il sera licencié pendant la trêve hivernale)
- Marcelo :  Brésil
- Christophe Deguerville :  France
- Jean-Christophe Devaux :  France
- Olivier Bellisi :  France
- Frédéric Patouillard :  France

 Milieux :
- Ludovic Giuly :  France
- Jacek Bąk :  Pologne
- Franck Gava :  France
- Laurent Casanova :  France
- Sylvain Deplace :  France

 Attaquants :
- Alain Caveglia :  France
- Christophe Cocard :  France
- Cédric Bardon :  France
- Fabrice Fiorèse:   France
- Frédéric Fouret :  France
- Florian Maurice :  France

## Détail des matchs

### Championnat de France
1. le 9 août : Marseille 3 - 1 Lyon : Éric Roy   35e ; Xavier Gravelaine   68e ; Marc Libbra   80e / Alain Caveglia   6e
2. le 16 août : Lyon 2 - 0 Strasbourg : Franck Gava   45e ; Christophe Cocard   56e
3. le 24 août : Caen 1 - 1 Lyon : Anthony Bancarel   67e / Alain Caveglia   90e
4. le 28 août : Lyon 2 - 0 Nancy : Alain Caveglia   22e ; Ludovic Giuly   26e
5. le 2 septembre : Nantes 2 - 2 Lyon : Japhet N'Doram   43e,   88e / Alain Caveglia   16e ; Sylvain Deplace   62e
6. le 6 septembre : Lyon 1 - 1 Montpellier : Ludovic Giuly   4e / Jean-Christophe Rouvière   81e
7. le 14 septembre : Monaco 0 - 0 Lyon
8. le 20 septembre : Lyon 3 - 1 Cannes : Franck Gava   6e ; Alain Caveglia   32e,   53e / Pascal Bedrossian   85e
9. le 28 septembre : Lens 0 - 1 Lyon : Cédric Bardon   78e
10. le 2 octobre : Lyon 1 - 1 Paris Saint-Germain : Franck Gava   57e / Julio César Dely Valdes   66e (classement : 5e)
11. le 5 octobre : Guingamp 1 - 0 Lyon : Vincent Candela   30e
12. le 12 octobre : Le Havre 4 - 1 Lyon : Nicolas Huysman   10e ; Teddy Bertin   11e (pen.),   89e (pen.) ; Tomasz Wieszczycki   90e / Alain Caveglia   39e
13. le 19 octobre : Lyon 0 - 0 Metz
14. le 25 octobre : Auxerre 7 - 0 Lyon : Thomas Deniaud   5e ; Bernard Diomède   49e ; Moussa Saïb   64e,   79e ; Steve Marlet   69e ; Jean-Luc Sassus   75e (csc) ; Fabrice Lepaul   88e
15. le 2 novembre : Lyon 2 - 0 Rennes : Alain Caveglia   10e,   53e
16. le 6 novembre : Bastia 3 - 1 Lyon : Wilfried Gohel   17e,   79e ; Franck Vandecasteele   36e / Frédéric Fouret   38e
17. le 13 novembre : Lyon 3 - 1 Nice : Franck Gava   14e ; Christophe Cocard   36e,   52e / Olivier Fugen   53e
18. le 17 novembre : Lille 1 - 1 Lyon : Miladin Becanovic   79e / Alain Caveglia   78e
19. le 23 novembre :  Lyon 2 - 2 Bordeaux : Alain Caveglia   6e ; Ludovic Giuly   19e / Ibrahim Ba   13e ; Kaba Diawara   54e (classement : 9e)
20. le 29 novembre : Strasbourg 3 - 0 Lyon : David Zitelli   8e,   75e (pen.) ; Pascal Nouma   86e
21. le 7 décembre : Lyon 3 - 0 Caen : Ludovic Giuly   49e,   72e ; Franck Gava   70e
22. le 14 décembre : Nancy 2 - 3 Lyon : Éric Rabésandratana   41e (pen.) ; Franck Bonora   70e / Ludovic Giuly   40e,   59e ; Cédric Bardon   60e
23. le 20 décembre : Lyon 0 - 1 Nantes : Christophe Le Roux   87e
24. le 25 janvier : Montpellier 2 - 1 Lyon : Roman Kosecki   10e ; Lefèvre   15e / Alain Caveglia   58e
25. le 2 février : Lyon 3 - 3 Monaco : Franck Gava   16e ; Christophe Cocard   61e ; Ludovic Giuly   68e / Sonny Anderson   8e ; Ali Benarbia   66e,   69e
26. le 14 février : Cannes 0 - 1 Lyon : Alain Caveglia   38e
27. le 21 février : Lyon 0 - 0 Lens
28. le 9 mars : Paris Saint-Germain 3 - 1 Lyon : Raí   47e,   88e ; Patrice Loko   86e / Cédric Bardon   11e
29. le 15 mars : Lyon 2 - 1 Guingamp : Cédric Bardon   14e ; Alain Caveglia   51e / Daniel Moreira   84e
30. le 22 mars : Lyon 2 - 1 Le Havre : Ludovic Giuly   13e ; Alain Caveglia   65e (pen.) / Teddy Bertin   85e (classement : 9e)
31. le 26 mars : Metz 0 - 1 Lyon : Alain Caveglia   86e
32. le 5 avril : Lyon 2 - 0 Auxerre : Florent Laville   64e ; Ludovic Giuly   90e
33. le 16 avril : Rennes 2 - 1 Lyon : Corneliu Papură   15e ; Ousmane Dabo   45e / Franck Gava   87e
34. le 26 avril : Lyon 4 - 2 Bastia : ?? / ??
35. le 30 avril : Nice 0 - 1 Lyon : Alain Caveglia   14e (pen.)
36. le 3 mai : Lyon 0 - 0 Lille
37. le 17 mai : Bordeaux 2 - 2 Lyon : Ibrahim Ba   32e ; Jean-Pierre Papin   35e / Ludovic Giuly   33e ; Cédric Bardon   78e
38. le 24 mai : Lyon 8 - 0 Marseille : Alain Caveglia   1re,   36e ; Florian Maurice   8e,   28e ; Franck Gava   14e ; Ludovic Giuly   18e,   24e,   50e (classement : 8e)

L'Olympique lyonnais termine le championnat à la 8e place avec 60 points.

### Coupe de France
32e de finale :
- le 18 janvier : AS Vitré 1 - 3 Lyon : Lalleman   53e / Christophe Deguerville   12e ; Alain Caveglia   45e ; Cédric Bardon   90e

16e de finale :
- le 8 février : Lille OSC 1 - 0  Lyon : Djezon Boutoille   70e

### Coupe de la Ligue
16e de finale :
- le 10 décembre : Lyon 2 - 1 Paris SG : Franck Gava   6e ; Frédéric Patouillard   75e / Laurent Fournier   4e

8e de finale :
- le 15 janvier : Stade rennais 4 - 3 Lyon : Kjetil Rekdal   8e ; Stéphane Guivarc'h   24e,   50e,   89e / Franck Gava   11e ; Ludovic Giuly   34e ; Alain Caveglia   69e

Cette rencontre face à Rennes est le premier match de Grégory Coupet dans les cages de l'OL.